# Halle aux poissons de Coutances
Pour les articles homonymes, voir Halle aux poissons.
La halle aux poissons est une poissonnerie de marché situé à Coutances, dans le département de la Manche. Crée lors de la période de la Reconstruction, le bâtiment est labelissé  « Patrimoine du XXe siècle »

## Histoire
La poissonnerie de Coutances construite en 1896 est largement détruite par les bombes incendiaires lors de la Libération. Roman Karasinski, collaborateur de Louis Arretche, architecte chargé de la reconstruction de la ville, conçoit une nouvelle halle ovoïde couverte d'un fin voile de béton,. 
Le projet est déposé le 13 avril 1950. Le permis de construire est délivré le 15 janvier 1951. Bringer et Tondut ont la charge de la maçonnerie, Desclaux la peinture, Marc Martin la plomberie, Lejamtel la serrurerie. La réception des travaux a lieu le 12 avril 1954. 
La halle a été inscrite aux monuments historiques par un arrêté du 20 septembre 2010.
Après des travaux sur la place engagée en 2016, une rénovation du bâtiment est envisagée.